# ISO 3166-2:LI
ISO 3166-2:LI — стандарт Міжнародної організації зі стандартизації, який визначає геокоди. Є підмножиною стандарту ISO 3166-2 та належить Ліхтенштейну. Стандарт охоплює одинадцять громад князівства. Кожен код складається з двох частин: коду ISO 3166-1 для Ліхтенштейну — LI та двохсимвольного номера, записаних через дефіс.
Геокоди общин Ліхтенштейну є підмножиною коду домену верхнього рівня — LI, присвоєного Ліхтенштейну згідно зі стандартами ISO 3166-1.

## Геокоди першого рівня Ліхтенштейну
Геокоди 11 громад адміністративно-територіального поділу Ліхтенштейну.

Громади Ліхтенштейну

| Код   | Адміністративна одиниця | Статус  |
| ----- | ----------------------- | ------- |
| LI-01 | Бальцерс                | громада |
| LI-11 | Вадуц                   | громада |
| LI-03 | Гампрін                 | громада |
| LI-04 | Маурен                  | громада |
| LI-02 | Ешен                    | громада |
| LI-05 | Планкен                 | громада |
| LI-06 | Руґґель                 | громада |
| LI-09 | Трізен                  | громада |
| LI-10 | Трізенберг              | громада |
| LI-07 | Шан                     | громада |
| LI-08 | Шелленберг              | громада |

## Геокоди прикордонних для Ліхтенштейну держав
- Австрія — ISO 3166-2:AT (на сході),
- Швейцарія — ISO 3166-2:CH (на заході).